# Marysin Doły
Marysin Doły – niebędący formalnym osiedlem, sztucznie wyodrębniony w 2005 dla potrzeb Systemu Informacji Miejskiej obszar położony w północnej części Łodzi, na terenie Bałut (osiedla administracyjnego Bałuty-Doły). Nazwę swą obszar ten zawdzięcza dwóm, sąsiadującym ze sobą łódzkim osiedlom: Doły i Marysin. Ponieważ graniczy on z obszarami o takich nazwach, stan ten może przyczyniać się do zaskoczenia i dezorientacji, nie tylko wśród przyjezdnych, ale nawet u samych mieszkańców.
Przed I wojną światową, zanim tereny wchodzące w skład tegoż obszaru włączono w granice administracyjne Łodzi, znajdujący się tam majątek nosił nazwę Marysin II.
Granice obszaru prowadzą następującymi ulicami:
- od północy: ul. Inflancką
- od wschodu: ul. Zmienną i ul. Bracką (wzdłuż granic cmentarza żydowskiego) oraz ul. Sporną
- od południa: ul. Wojska Polskiego
- od zachodu: ul. Marynarską, ul. Obrońców Warszawy i ul. Marysińską